# Harsány
Harsány est un village et une commune du comitat de Borsod-Abaúj-Zemplén en Hongrie.

## Personnages célèbres
- Jakab Harsányi Nagy, professeur, diplomate et orientaliste hongrois.